# Atladóttir
Atladóttir ist ein isländischer Name.

## Herkunft und Bedeutung
Der Name ist ein Patronym und bedeutet Atlis Tochter. Atla ist das Genitiv von Atli in der isländischen Sprache. Die männliche Entsprechung ist Atlason.

## Namensträgerinnen
- Katrín Atladóttir (* 1980), isländische Badmintonspielerin
- Sif Atladóttir (* 1985), isländische Fußballspielerin
- Þorgerður Anna Atladóttir (* 1992), isländische Handballspielerin